# Suprem Tribunal Federal del Brasil

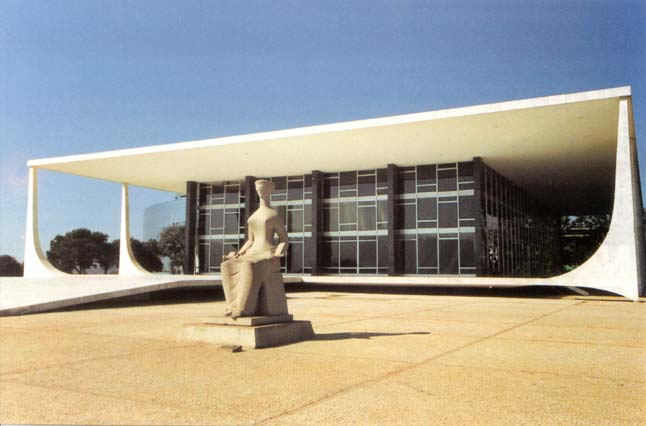
Edifici-Seu del Suprem Tribunal Federal a Brasília

El Suprem Tribunal Federal (Stf) és el més alt tribunal del Poder Judicial del Brasil i té les atribucions pròpies d'una Cort Suprema i d'un Tribunal Constitucional. La seva funció institucional és servir de guardià de la Constitució Federal, resolent casos que impliquen lesió o amenaça a aquesta última. En l'argot jurídic, el Stf és anomenat també Pretorio Excelso.
El Suprem Tribunal Federal és de vital importància dins del sistema brasiler, ja que li correspon decidir les accions que versin sobre la constitucionalitat de les normes. A més, li competeix resoldre les accions penals, en delictes comuns, contra el Cap de l'executiu federal.

## Ministres del Suprem Tribunal Federal

### El càrrec
Els membres del Suprem Tribunal Federal, "Ministres" denominats són nomenats pel President de la República. El càrrec no té mandat fix: llevat que el ministre renunciï, estarà en ell fins a la seva jubilació, és a dir, quan compleixi els 70 anys.
La remuneració de Ministre del Suprem Tribunal Federal és el més alt del poder públic, i serveix de paràmetre per establir el sostre de la remuneració dels funcionaris públics.
Els ministres del Suprem Tribunal Federal, igual com el President de la República, el Vicepresident, els ministres d'Estat, Procurador General De La República i l'Advocat General de la Unió, poden ser subjectes de processos i juzgamientos per delictes funcionaris. Competeix al Senat Federal processar-los i jutjar-los en aquests casos. Tanmateix, fins ara no hi ha hagut casos on el Senat Federal hagi processat un ministre del Stf per delicte funcionari.
El nombre de membres ha variat al llarg de la història. La constitució de 1891 assenyalava que estaria compost per 15 membres. Durant el govern de Getúlio Vargas el seu nombre es va reduir a 11. Posteriorment, el 1965, es va augmentar a 16, però es va tornar a reduir a 11 el 1969. L'esmentat nombre no ha variat des de llavors.

### Actuals ministres
Per ordre d'antiguitat:
- Gilmar Ferreira Mendes - nomenat el 2002 per Fernando Henrique Cardoso
- Enrique Ricardo Lewandowski - nomenat el 2006 per Luiz Inácio Lula da Silva
- Cármen Lúcia Antunes Rocha - nomenada el 2006 per Luiz Inácio Lula da Silva
- José Antônio Dias Toffoli - nomenat el 2009 per Luiz Inácio Lula da Silva
- Luiz Fux - nomenat el 2011 per Dilma Rousseff
- Rosa Maria Weber - nomenada el 2011 per Dilma Rousseff
- Luís Roberto Barroso - nomenat el 2013 per Dilma Rousseff
- Luiz Edson Fachin - nomenat el 2015 per Dilma Rousseff
- Alexandre de Moraes - nomenat el 2017 per Michel Temer
- Kassio Nunes Marques - nomenat el 2020 per Jair Bolsonaro

## Història
Aquest Tribunal es va originar amb l'arribada de la Casa Reial Portuguesa al Brasil, a conseqüència de la invasió del Regne per les tropes de Napoleó. No podent continuar les seves tasques la Case de Suplicação (el tribunal d'apel·lacions) de Lisboa, el Príncep Regent D. Joan VI va decidir transformar la Relação do Rio de Janeiro en la Case de Suplicação del Brasil.
Després de la Independència, la Constitució de 1824 va determinar que havia d'existir a la capital de l'Imperi, a més de la Relação, una suprema cort. Es va denominar a l'esmentada cort Suprem Tribunal de Justiça.
A la seva seu original, a Rio de Janeiro, es van portar a judici casos que van tenir especial rellevància nacional, com l'extradició de la dona del revolucionari Luiz Carlos Deixis, Olga Benário, en ple règim de Vargas i encara el Mandat de Seguretat impetrat pel President Cafè Filho, que fos hospitalitzat i va haver d'absentar-se del càrrec, però que producte d'una conspiració orquestrada pel President de la Cambra De Diputats, en exercici de la Presidència, va ordenar que tancs de l'exèrcit assetgessin l'hospital on hi havia el President, impedint la seva sortida i evitant, així mateix, el retorn a l'exercici del seu càrrec, després de la seva recuperació.
A l'antiga seu van passar importants juristes, entre altres Nelson Hongria, Orozimbo Nonat, Hannemann Guimarães, Aliomar Baleeiro.
Amb el trasllat de la capital federal a Brasília, el Suprem Tribunal Federal va passar a ocupar l'Edifici seu, localitzat a la Plaça Dels Tres Poders. Va realitzar la seva primera sessió el 21 d'abril de 1960.
La concepció de l'Edifici seu és de l'arquitecte Oscar Niemeyer. Actualment, el STF ocupa l'Edifici seu i dos edificis annexos, els Annexos I i II.
Per ser un Tribunal que ha de vetllar pel compliment de la Constitució Federal, que té com un dels seus principis fonamentals la igualtat de tots, independent de sexe, raça, color o credo, avui integren el Stf el Ministre Joaquim Barbosa, la primera persona de raça negra en el càrrec, i la Ministra Ellen Gracie, la primera dona a ocupar el càrrec.

## Atribucions
Per tractar-se d'un Tribunal de caràcter nacional i per estar compost per 11 Ministres, només pot apreciar aquelles accions en les quals l'interès de la nació estigués en joc. La seva competència està descrita a l'article 102 de la Constitució brasilera.
Les accions hàbils per realitzar la verificació de constitucionalitat de les lleis i normes d'acord amb la Constitució Federal són: 
- Acció Directa d'Inconstitucionalitat (Adin);
- Acció Declaratòria de Constitucionalitat (Adcon);
- Acció Directa d'Inconstitucionalitat per Omissió;
- Representació interventiva, i
- Argumentació d'Incompliment de Precepte Fonamental (Arguição de Descumprimento de Preceito Fundamental o Adpf).

En seu recursal, la constitucionalitat pot ser apreciada per via del Recurs Extraordinari, interposat davant d'una vulneració de la Constitució, al per poder arribar al Tribunal, ha de passar-se per un rigorós filtre, realitzat pels Presidents dels Tribunals de Justícia i Tribunals Federals, i després ha de verificar-se l'admissibilitat del recurs, per donar-li curs, amb la tramesa dels autos en Suprem Tribunal.
Així mateix, li correspon processar i jutjar els seus propis ministres per infraccions penals comuns, al President de la República, Vicepresident, als membres del Congrés Nacional i al Procurador General de la República; les infraccions penals comunes i els delictes funcionaris dels ministres d'Estat, dels Tribunals Superiors i del Tribunal de Comptes de la Unió (Constitució Federal, article 102).

## Crítiques
Encara que és un Tribunal, i que per l'esmentada raó ha de vetllar per la imparcialitat inherent als òrgans judicials, per tractar els interessos suprems de la nació, se li ha considerat moltes vegades com un Tribunal influït políticament a causa que, en diverses ocasions, la conjuntura política ha orientat les decisions dels seus membres.